# Maracaibo (jezero)
Maracaibo veliko jezero bočate vode u Venezueli, povezano s Venezuelanskim zaljevom tjesnacom Tablazom na sjevernom kraju, a u jezero se ulijevaju brojne rijeke od kojih je najveća Catatumbo.
Maracaibo iako povezano s otvorenim morem češće se naziva jezerom nego zaljevom, te je sa svojom površinom od 13.210 km² najveće jezero u Južnoj Americi.
Na obali jezera nalaze se gradovi Maracaibo i Cabimas, a jezero i okolno područje bogato je naftom.

## Slijev
U jezero se ulijeva nekoliko rijeka (u popisu su hijerarhijski poredane po pritocima): 
- Motatán
- Chama
- Escalante
- Catatumbo
  - Zulia
    - Pamplonita
      - Táchira

  - Sardinata
    - Tibú

  - Tarra
- Tucuro
- Apón
- Palmar

## Poveznice
- Suhe šume Maracaiba